# 恋の炎 (榊原ゆいの曲)
「恋の炎」（こいのほのお）は、榊原ゆいの12作目のシングル。品番は初回限定盤がFVCG-1027、通常盤がFVCG-1028。
表題曲はテレビアニメ『かのこん』エンディングテーマ、カップリングはラジオ『かのこんラジオ 〜耕太とちずるのゆやよん成長日記〜』エンディングテーマ。初回限定盤には『かのこん』のキャラクター・源ちずるのイラストが描かれたジャケットと、「恋の炎」のPVを収録したDVDが同梱されている。

## 収録曲
1. 恋の炎 [4:35]
  - 作詞：葉月みこ、作曲：酒井陽一、編曲：大島こうすけ
  - テレビアニメ『かのこん』エンディングテーマ
2. Sweet Time [4:50]
  - 作詞：葉月みこ、作曲：富永豊、編曲：幡手康隆
  - Webラジオ『かのこんラジオ 〜耕太とちずるのゆやよん成長日記〜』エンディング主題歌
3. 恋の炎 (off vocal)
4. Sweet Time (off vocal)